# Makiba
Makiba ist ein Verwaltungsbezirk (Ward) des Distrikts Meru in der tansanischen Region Arusha.

## Geografie
Makiba liegt im Norden von Tansania, etwa 30 Kilometer südöstlich der Regionshauptstadt Arusha. Im Norden grenzt der Bezirk an Maroroni, im Südosten an den Distrikt Simanjoro der Region Manyara.
Das Klima in Makiba ist tropisch, Aw nach der effektiven Klimaklassifikation. Im Jahresdurchschnitt regnet es 758 Millimeter, das Maximum liegt mit 161 Millimeter im April. Die Niederschläge sind von Juni bis Oktober sehr niedrig, das Minimum liegt mit 14 Millimeter im September. Die Durchschnittstemperatur schwankt zwischen 18,7 Grad Celsius im Juli und 24,9 Grad im Februar.
Makiba hat eine Fläche von 78 Quadratkilometern. Bei der Volkszählung 2022 lebten hier 10.294 Menschen in 2684 Haushalten.

## Gliederung
Der Bezirk besteht aus vier Gemeinden (Mtaa) mit 15 Orten (Kitongoji):
| Valeska - Huduma - Mwamko A - Mwamko B - Songambele - Maendeleo | Makiba - Mabatini - Korona - Mtoni - Songambele | Patanumbe - Mtoni - Dipu - Losteti - Tambarare - Ngarenanyuki | Majengo |

## Wirtschaft und Infrastruktur
- Gesundheit: In Makiba befindet sich ein Gesundheitszentrum[7] und in der Gemeinde Majengo eine Apotheke, die auch kleine chirurgische Eingriffe durchführt.[8]
- Bildung: Die Makiba Secondary School ist eine staatliche weiterführende Schule, die Jugendliche bis zur 4. Stufe ausbildet.[9]